# Ophion ocellaris
Ophion ocellaris là một loài tò vò trong họ Ichneumonidae.